# Franz Umbscheiden
Franz Umbscheiden (* 24. Juni 1825 in Grünstadt; † 13. Dezember 1874 in Newark, New Jersey) war ein pfälzischer Revolutionär und Journalist.

## Familie
Sein Vater war Friedensgerichtsschreiber in Grünstadt und wurde mit 72 Jahren zum Richter ernannt, die Mutter stammte aus der liberalen Pfarrerfamilie Geul. Sein älterer Bruder Philipp Umbscheiden war Mitglied der Frankfurter Nationalversammlung, zwei weitere Brüder waren 1849 im Pfälzischen Aufstand aktiv beteiligt, konnten aber in der Pfalz bleiben.

## Leben
Umbscheiden studierte ab 1845 zunächst Rechtswissenschaften, dann Chemie an der Universität Gießen, wo er Mitglied des Corps Teutonia war. 1849 war er einer der Protagonisten der Reichsverfassungskampagne in der Pfalz. Nach Niederschlagung des pfälzischen Aufstandes wurde er durch das Appellationsgericht in Zweibrücken in Abwesenheit zum Tod verurteilt. Er setzte sich aber rechtzeitig ab und emigrierte in die Vereinigten Staaten, wo er bis zu seinem Tod als Journalist und Politiker wirkte. Er war u. a. Herausgeber des New Jersey Volksmann, des New York Democrat und der Freien Presse in Elizabeth, New Jersey. Seine politische Tätigkeit entfaltete er anfangs auf Seiten der Republikaner. Nach dem Sezessionskrieg wechselte er auf die Seite der Demokratischen Partei. Laut einem zeitgenössischen Nachruf starb er an „rasch vorangeschrittener Schwindsucht“.